# Véronique Haillot Canas da Silva
Véronique Haillot Canas da Silva, známá jako Veronika Černohorská (* 27. července 1976 Lisabon, Portugalsko) je francouzská fotografka a architektka, rozená portugalská hraběnka z venkovského šlechtického rodu Canas da Silva a provdaná dědičná princezna černohorská – členka černohorské královské rodiny.

## Život
Véronique se narodila 27. července 1976 v São Sebastião da Pedreira v Lisabonu jako druhý potomek portugalského námořního inženýra Antónia Manuela Martinse Canas da Silva, hraběte da Silva a jeho francouzské manželky Anne-Françoise-Dominique Haillot. Má staršího bratra Alexandra-Michela a mladší sestru Lauru-Marii.

### Studium a kariéra
Vystudovala Střední uměleckou školu Antónia Arroia v Lisabonu a později také navštěvovala fakultu architektury a designu na univerzitě Universidade de Aveiro. Studium musela ale po roce přerušit a s rodiči se přestěhovala do Paříže, kde Véronique dokončila vysokoškolské vzdělání na prestižním francouzském ústavu École Nationale Supérieure d'Architecture de Paris-Belleville. Jako architektka se proslavila především v rodném Portugalsku (galerie v Lisabonu, Hotel Star Inn v Portu aj.), dále také ve Francii, Švýcarsku nebo na Sardinii.

## Manželství a děti
12. května 2007 se v bazilice královského paláce Mafra nedaleko Lisabonu Véronique stala manželkou černohorského dědičného prince Borise Élliota Nikolu Danila Petroviće-Njegoše, svého přítele z dob studií. Véronique po svatbě získala titul její královská výsost a stala se po manželově boku dědičnou princeznou Černé Hory. Mají jednoho potomka:
- Milena Anna (* 11. února 2008)